# Wolfgang Domhardt
Wolfgang Domhardt, geborener Ernst (* 4. März 1951 in Staßfurt; † 7. November 2019), war ein deutscher Politiker (SPD). Er war von 1990 bis 2002 Mitglied des Landtages von Sachsen-Anhalt.

## Leben und Beruf
Nach seinem Abitur im Jahr 1969 und seinem Studium 1974 war der Diplom-Ingenieur für chemischen Apparate- und Anlagenbau als wissenschaftlicher Mitarbeiter in der Industrieforschung der Magdeburger Armaturenwerke tätig. Er war in zweiter Ehe verheiratet und hat vier erwachsene Kinder.
2017 veröffentlichte er seinen Debütroman Richards Tinnitus.

## Partei
Im Jahr 1989 trat Domhardt in die Sozialdemokratische Partei in der DDR (SDP) ein.
Er war in den Jahren 1990 bis 1996 Mitglied im SPD-Stadtvorstand Magdeburg. Zudem war er lange Jahre Vorsitzender des SPD-Ortsvereins Stadtfeld.

## Abgeordneter
Wolfgang Domhardt war seit dem Jahr 1990 Landtagsabgeordneter und vertrat den Wahlkreis Magdeburg III. Er war Mitglied im Ausschuss für Bildung und Wissenschaft, acht Jahre lang dessen Vorsitzender.
Domhardt verpasste den Einzug in den Landtag bei der Wahl im Jahr 2002 nur knapp.